# Introducing Eddy and the Falcons
Introducing Eddy and the Falcons es el segundo álbum de estudio de la banda británica Wizzard. Fue publicado en agosto de 1974 a través de Warner Bros. Records. 

## Inspiración y concepción
El álbum tenía un concepto similar al de Sgt. Pepper's Lonely Hearts Club Band de The Beatles, en el que la introducción “presentaba” la aparición en el escenario de la banda ficticia Eddy and the Falcons. Todas las pistas fueron escritas y grabadas como tributos a los músicos de rock and roll de los años 1950 y principios de los 1960, siendo «Eddy's Rock» una pieza instrumental de guitarra y saxofón tocado al estilo de Duane Eddy, mientras que «Everyday I Wonder» era similar en sonido y enfoque a «Runaway» de Del Shannon, y «Come Back Karen» hizo lo mismo con «Oh! Carol» de Neil Sedaka. Un tributo particularmente claro fue a Elvis Presley en «I Dun Lotsa Cryin' Over You».

## Grabación y contenido
Las sesiones de grabación del álbum tuvieron lugar en tres estudios diferentes de Londres,  Inglaterra: Phonogram, AIR y De Lane Lea Studios. Roy Wood produjo el álbum, además de realizar arreglos y dirección del álbum. El álbum contenía diez canciones. Al igual que con el álbum anterior de Wizzard, todas las canciones fueron compuestas por el propio Wood.

## Recepción de la crítica

### Reseñas contemporáneas
El álbum recibió reseñas positivas por parte de los críticos. Un escritor no especificado de la revista Cash Box declaró: “Los sonidos inteligentes de Elvis, Buddy Holly y los primeros grupos de doo-wop le dan al LP un estilo diferente a cualquier enfoque similar. Cada canción es original, no una versión de un éxito antiguo, y la producción es puro funk de los años cincuenta, casi un despegue de dos pistas sobre el elaborado sonido de 32 pistas”. Un escritor no especificado de Record World le otorgó el certificado de “Hit of the Week”, y lo describió como “un álbum conceptual de principio a fin”.

### Revisiones retrospectivas
En Christgau's Record Guide: Rock Albums of the Seventies (1981), Robert Christgau describió el álbum como “la importación inglesa más inútil desde Boulders”, añadiendo: “En Boulders, Wood hizo explotar las formas que explotaba. Aquí cae víctima del síndrome de Grease—al rendir tributo a las emociones adolescentes que alimentaron el rock and roll, se acerca peligrosamente a la condescendencia”. En una reseña en retrospectiva para AllMusic, Stephen Thomas Erlewine declaró: “Puede que esto no moleste a los oyentes que buscan un disco de rock & roll puro, especialmente porque un puñado de canciones son bastante buenas, pero los fans de Wood que aprecian su excentricidad y su capacidad para fusionar hebras dispares en algo distintivo probablemente apreciarán Eddy & the Falcons como un golpe conceptual en lugar de disfrutarlo realmente”.

## Lista de canciones
Todas las canciones escritas y compuestas por Roy Wood. 
Lado uno
1. «Intro» – 0:44
2. «Eddy's Rock» – 3:55
3. «Brand New 88» – 3:21
4. «You Got Me Runnin'» – 3:16
5. «I Dun Lotsa Cryin' Over You» – 3:23
6. «This Is the Story of My Love (Baby)» – 4:45

Lado dos
1. «Everyday I Wonder» – 4:56
2. «Crazy Jeans» – 2:48
3. «Come Back Karen» – 3:07
4. «We're Gonna Rock 'n' Roll Tonight» – 5:05

## Posicionamiento
| Gráfica (1974)                        | Pico de posición |
| ------------------------------------- | ---------------- |
| Reino Unido (Record Mirror Top Fifty) | 19               |

## Certificaciones y ventas
| País                                                     | Certificación | Ventas   |
| -------------------------------------------------------- | ------------- | -------- |
| Reino Unido (BPI)                                        | Plata         | 100 000* |
| *cifras de ventas basadas únicamente en la certificación |               |          |